# 巴恩斯維爾 (馬里蘭州)
巴恩斯維爾（英語：Barnesville）是一個位於美國馬里蘭州蒙哥馬利縣的市鎮。

## 人口
根據2020年美國人口普查的數據，巴恩斯維爾的面積為1.27平方千米，當中陸地面積為1.27平方千米，而水域面積為0.00平方千米。當地共有人口144人，而人口密度為每平方千米113人。